# 地方自治
地方自治（英語：Home Rule）指的是殖民地、附属国或行政区的政府由本地公民管理。因此，它是某个国家的一部分或某个对外依附其他国家的国家在中央政府下放给它治理权其行政区域的权力。
在不列颠群岛，地方自治在传统上指其构成国的自治、权力下放及独立，例如最初是爱尔兰，随后则是苏格兰、威尔士和北爱尔兰。而在美国和其他联邦形式的国家中，该术语则通常指市、县或其他低于联邦国家级别的地方政府单位行使的自制过程和机制，例如美国联邦中存在的特殊立法。同样，它也可以指格陵兰、法罗群岛与丹麦联系在一起的国家系统。
但是，地方自治并不等同于联邦制。采用联邦制的国家，例如加拿大、德国、瑞士、巴西、埃塞俄比亚和美国，它们的各州都有宪法保障；而通过权力下放的地方自治政府则是通过普通立法予以确立，因此可以通过废除或修改普通立法来进行改变，以至于取消。例如，立法机关可以为省、郡、县等地方行政区划制订地方自治法律，以便地方的议会、委员会、民政教区议会或参事委员会对非建制地区拥有管辖权，可以处理包括区划在内的重要问题。如果没有这个，那么这部分就只是更高级政府的权力延伸。立法机关还可以建立或取消市法团，这些市法团通过地方议会在城界范围内实施地方自治。同时根据相应的法律，上级政府还可以裁撤县或市镇、重新划定界线及解散自治政府。

## 丹麦

### 法罗群岛
法罗群岛是丹麦王国内的一个自治构成国。丹麦议会于1948年授予其地方自治权，而法罗群岛在此前未能获得完全的独立；随后又于2005年授予其进一步的自治权。丹麦君主同时也是法罗群岛的国家元首。不过需要注意的是，尽管丹麦王国是欧洲联盟的成员国，但法罗群岛并未加入过欧洲联盟及其前身欧洲各共同体。

### 格陵兰
格陵兰同样也是丹麦王国内的一个自治构成国。在1979年格陵兰地方自治公投中，大部分格陵兰公民要求更高程度的自治；丹麦议会于是在随后授予格陵兰地方自治权。而在2009年的另一次公投里，格陵兰获得了进一步的自治权。同样，丹麦君主是格陵兰的国家元首。格陵兰曾经随丹麦王国一同加入欧洲各共同体，但在1985年宣布脱欧；因此，格陵兰并不是欧洲联盟的一部分。

## 爱尔兰
爱尔兰地方自治问题是19世纪末到20世纪初英国和爱尔兰的主要政治问题。
从19世纪后期开始，爱尔兰议会党前身地方自治联盟内的爱尔兰人领袖们在艾萨克·巴特、威廉·萧和查尔斯·巴奈尔的带领下谋求建立一种地方自治形式，并在大不列颠及爱尔兰联合王国内建立爱尔兰议会。这一要求导致了随后四项自治法案的提出，但最后只有两项被通过。约翰·雷德蒙德赢得了《1914年爱尔兰政府法令》；但最引人瞩目的还是《1920年爱尔兰政府法令》。依据法令，大不列颠及爱尔兰联合王国内建立了北爱尔兰和南爱尔兰的地方自治议会；不过后者实际上没有发挥作用，随后它就被爱尔兰自由邦所取代。
19世纪末到20世纪初的爱尔兰地方自治运动与19世纪上半叶由丹尼尔·欧康诺早先所领导的“废除英爱联邦运动”有所不同，地方自治是一场追求建立在威斯敏斯特宫部分管理下的全爱尔兰议会的全国性宪政运动；但废除英爱联邦条约则是要求废除《1800年联合法令》，并如有需要还可以采取暴力方式；同时还要求建立一个完全独立的爱尔兰国家，与英国彻底分离且只承认双方共有一个君主。
- 1886年，第一份爱尔兰地方自治法案（英语：Government of Ireland Bill 1886）被下议院否决。
- 1893年，第二份爱尔兰地方自治法案（英语：Government of Ireland Bill 1893）在下议院通过，但被上议院否决。
- 1914年，第三份爱尔兰地方自治法案（英语：Government of Ireland Act 1914）终获通过并成为法令，可却因为第一次世界大战的影响而被暂时中止；但随后因为发生在都柏林的复活节起义而重启执行。
- 1920年，《1920年爱尔兰政府法令》在北爱尔兰境内全面执行，但在南爱尔兰只被部分执行。

资深自由党人哈廷顿勋爵与约瑟夫·张伯伦在英国国会领导了反对地方自治的运动。这导致他们与坚定支持地方自治的自由党党魁威廉·格莱斯顿的决裂；他们在1886年宣布脱党独立，并成立了自由统一党。它协助击败了国会内的地方自治派，并最后与保守党合并。张伯伦利用反天主教思想在英国和爱尔兰的非英国国教的“橙派”新教份子中建立自由统一党的基础；自由统一党人约翰·布莱特更是提出了那个著名的党派口号，“地方自治即罗马统治（Home rule means Rome rule）”。

## 印度
1916年，在安妮·贝赞特的领导下，几名印度民族主义领袖纷纷表达了对自治的要求。此时，澳大利亚、加拿大、南非、新西兰和纽芬兰自治领都已经在大英帝国内获得自治领地位。
安妮·贝赞特曾经在印度地方自治运动中活跃过好几年，但随着圣雄甘地和他的革命思想“真理永恒”的崛起，贝赞特变得消沉起来。甘地所倡导的“非暴力不合作”运动旨在追求印度的完全独立。

## 英国

### 英格兰
在2014年苏格兰独立公投，有关英格兰地方自治问题的讨论已经进行到提议对英国宪法进行修改的地步。

### 苏格兰
和爱尔兰类似，苏格兰的地方自治支持者历来追求的就是在英国国内实现更高水平的权力下放管理。尽管“地方自治”一词已经很大程度上被“权力下放”所取代，但地方自治运动依旧可以被视为是开创苏格兰议会之权力下放的前身。
1885年，随着苏格兰事务部的成立，苏格兰开始获得行政权的权力下放。而到了20世纪中叶，地方自治运动开始变得重要起来，因此开始要求创建苏格兰议会。在1947年至1950年间，要求在英国建立苏格兰立法机构的请愿书《苏格兰盟约》收到了超过200万个签名。直到1979年，有关苏格兰权力下放的讨论才正式进入政治领域。虽然在1979年苏格兰权力下放公投中，同意的公投者多达51.6，但是《1978年苏格兰法令》并未获得通过。原因在于公投的要求是得到40%的选民支持，但这次公投参与率却没有达到63.8%。
1999年，由于第二次公投的胜利，苏格兰议会宣布成立。

## 美国

### 地方政府
在美国，一些州通过本州的宪法或立法授予其境内的市镇、郡县及都市自治权，这些州被称为“地方自治州”。地方自治州的地方政府可以在州和联邦宪法的范围内自由通过他们认为合适的法律和法令以促进其运作。在其他州，地方政府只有州立法机构明确授予他们的权力，通常是根据被称为狄龙规则的法律原则。而这些地方政府由州颁发的城市宪章规定了市政府的权力范围。

### 哥伦比亚特区
依据《美国宪法》，美国首都的管辖权被授予给美国国会。同时该管辖权要求美国首都不是美国的一个州，或某个州的一部分。在1973年之前的某些时候和1973年之后的时间里，美国国会将美国首都的政府交由当地的民选官员负责管理。但是，美国国会对于美国首都的监管权依旧存在，并且地方民选官员的权力在理论上可以随时被撤销。

### 美国原住民保留地
美国联邦政府对一些联邦承认的美洲原住民部落在其保留地的土地上授予有限的自治。部落土地被认为是“国内的附属国（内藩）”；并平行运行独立于保留地所在州的治理和法律体系，这有时包括独立的警察部队。例如，一些部落被允许经营赌博场所并生产在周边州可能是非法的毒品。但是保留地不是州，在国会中没有直接代表，保留地的公民以他们所在州的公民身份投票。此外，与州立法机关的主权不同，部落主权和土地所有权不受宪法保障，仅由国会法案授予，可随时废除或更改。

## 延伸阅读
- Naomi Lloyd-Jones. . The English Historical Review (Oxford University Press). 2014-08, 129 (539): 862–887. ISSN 0013-8266. doi:10.1093/ehr/ceu209 （英语）.